# Roberto MacLean y Estenós
Roberto MacLean y Estenós (Tacna, 18 de marzo de 1904-Lima, 19 de enero de 1983) fue un sociólogo, abogado catedrático universitario y político peruano.

## Biografía
Su padre fue el tacneño Roberto Guillermo MacLean Forero, hijo de Guillermo Roberto MacLean Portocarrero y Julia Forero y Ara. Su madre fue la limeña Carmen Rosa Estenós y Torres, hija de Guillermo Estenós Cerreño y Gumercinda Torres y Fernández.
Estudió en el Colegio de la Inmaculada de Lima (1911-1919) y en el Colegio Santa Rosa de Chosica (1920). Luego, ingresó a la Facultad de Derecho de la Universidad Nacional Mayor de San Marcos, donde se graduó de bachiller en Derecho (1927) y se recibió de abogado (1928). También se graduó de bachiller y doctor en Letras (1929).
Se casó con María Ugarteche y Bebín, pariente de la prominente familia Prado, a la que pertenecía los presidentes Mariano Ignacio Prado y Manuel Prado y Ugarteche. Tuvieron tres hijos, entre ellos el embajador Roberto MacLean Ugarteche.
En 1924, durante el gobierno de Augusto B. Leguía fue nombrado prosecretario o asistente de la Presidencia de la República, cargo que ocupó hasta 1928. Por esos años fue también redactor de La Prensa,  Mundial y La Revista Semanal.
En 1928 fue nombrado secretario de la legación peruana en la 6.ª Conferencia Panamericana (La Habana). En 1929 fue elegido diputado por la provincia de Tarata en el último año del Oncenio de Leguía. Desde el parlamento logró la fundación de la corte superior de justicia de Tacna y Moquegua, así como la creación de colegios de educación secundaria para varones y mujeres.
En 1929 empezó su carrera docente en la Universidad Mayor de San Marcos, como catedrático de Sociología.
En 1930, al caer el gobierno de Leguía, sufrió persecución política y fue confinado en la Isla de San Lorenzo por seis meses. Al perder su cátedra universitaria, se dedicó a la enseñanza secundaria, así como al periodismo. En el diario La Crónica escribió tres artículos diarios en la columna editorial, con los seudónimos de Ibo y Viracocha (1933-1938).
En 1935 retornó a la docencia universitaria en San Marcos, donde fue catedrático de Sociología (1935-1953), de Sociología Peruana (1942-1953) y de Historia de la Pedagogía (1936-1953). Fue también secretario general de la universidad (1942-1953) y decano de la Facultad de Educación (1952-1953).
En 1939 Fue elegido nuevamente diputado por la provincia de Tacna por el partido Concentración Nacional que postuló a Manuel Prado Ugarteche a la presidencia de la república. En esta ocasión, logró la erección de la diócesis de Tacna, así como la fundación de una escuela normal para mujeres en la ciudad heroica.
En 1953 fue involucrado en una conspiración contra el gobierno de Manuel A. Odría y pasó desterrado a Chile. En este país dictó algunos cursos en la Universidad de Chile. En 1955 pasó a México, donde fue catedrático de sociología en la Universidad Autónoma de México.
En 1958, el segundo gobierno de Manuel Prado Ugarteche lo nombró representante del Perú ante la UNESCO. De 1960 a 1962 fue representante permanente del Perú ante la UNESCO, presidiendo la misión con la categoría de embajador.
En 1961 fue condecorado con la Orden El Sol del Perú en el grado de Gran Cruz.
En 1963 regresó al Perú. La Universidad de San Marcos le encargó la organización de un departamento de Planificación, que dirigió hasta 1965.

## Algunas publicaciones
- 1965. La Reforma agraria en el Perú: Roberto Mac-Lean y Estenós. Cuadernos de sociología. Editor Biblioteca de Ensayos Sociológicos, Inst. de Investigaciones Sociales, Univ. Nacional, 266 pp.
- 1965. LA reforma agraria en el Perú. Revista Mexicana de Sociología,  27(1), 15-71. http://132.248.234.93/index.php/rms/article/view/58542
- 1964. La justicia en las obras de Shakespeare. Letras (Lima), 36(72-73), 48-57. https://doi.org/10.30920/letras.36.72-73.05
- 1963. Las personas jurídicas en el derecho internacional privado argentino y peruano: Ensayo de derecho comparado aplicado. Editor s.l. 342 pp.
- 1960. Unesco: crisis y esperanza. Editor Conferencia General de la Unesco, 23 pp.
- 1960. Estatus socio cultural de los indios de México. Cuadernos de Sociología. Editor Biblioteca de Ensayos Sociológicos. Instituto de Investigaciones Sociales. Universidad Nacional Autónoma de México, 192 pp.
- 1959. La revolución de 1910 y el problema agrario de México. Editorial Cultura, México, 81 pp.
- 1958. Presencia del indio en América. Cuadernos de Sociología. Editor D.F. Universidad Nacional, Instituto de Investigaciones Sociales, 275 pp.
- 1953. Sociología integral. Vol. 2. Editor Inst. Peruano de Sociología, 632 pp.
- 1953. La brujería en las clases bajas del Perú. En: Boletín del Instituto de Sociología 1 ( 8): 107-168
- 1952. Sirvinacuy o tincunacuspa. Perú Indígena 2 ( 4)
- 1947. Negros en el Perú. Letras (Lima), 13(36), 5-43. https://doi.org/10.30920/letras.13.36.1
- 1946. El proceso penal en el derecho comparado. Editor Valerio Abeledo, 351 pp.
- 1946. La nueva era atómica y su trascendencia social. Letras (Lima), 12(33), 52-93. https://doi.org/10.30920/letras.12.33.2
- 1945. Racismo. Vol. 37 de Jornadas. Editor El Colegio de México, Centro de Estudios Sociales, 48 pp.
- 1945. Política educacional del Mariscal Castilla. Letras (Lima), 11(30), 5-45. https://doi.org/10.30920/letras.11.30.1
- 1944. El Apóstol de los indígenas y su obra. Letras (Lima), 10(27), 95-101. http://revista.letras.unmsm.edu.pe/index.php/le/article/view/1085
- 1944. La influencia del mariscal Santa Cruz en el proceso educacional del Perú. Letras (Lima), 10(27), 5-38. https://doi.org/10.30920/letras.10.27.1
- 1944. Racismo. Letras (Lima), 10(28), 207-254. https://doi.org/10.30920/letras.10.28.3
- 1944. Sociología educacional del Perú. Librería e imprenta Gil, Lima, 485 pp.
- 1943. El primer congreso demográfico interamericano. Letras (Lima), 9(26), 292-325. https://doi.org/10.30920/letras.9.26.2
- 1943. Escuelas, colegios, seminarios y universidades en el virreinato del Perú. Letras (Lima), 9(24), 14-63. https://doi.org/10.30920/letras.9.24.2
- 1942. El protocolo peruano-ecuatoriano de paz, amistad y límites. Letras (Lima), 8(21), 5-18. https://doi.org/10.30920/letras.8.21.1
- 1942. Historia de la sociología en Latinoamérica. Letras (Lima), 8(22), 233-244. https://doi.org/10.30920/letras.8.22.6
- 1941. El litigio limítrofe peruano-ecuatoriano: Publicación autorizada por la Cámara de diputados a pedido de su Comisión diplomática. Editor Talleres de la Cía. de impresiones y publicidad, E. Bustamante y Ballivián, sucesor, 30 pp.
- 1941. El demonismo en el mito peruano. Letras (Lima), 7(20), 317-331. https://doi.org/10.30920/letras.7.20.2
- 1941. El autoctonismo de las culturas andinas. Letras (Lima), 7(18), 5-42. https://doi.org/10.30920/letras.7.18.1
- 1941. Sociología mexicana: Lucío Mendieta y Núñez. Letras (Lima), 7(20), 332-336. https://doi.org/10.30920/letras.7.20.3
- 1940. La nueva legislación universitaria. Letras (Lima), 6(17), 413-432.  http://revista.letras.unmsm.edu.pe/index.php/le/article/view/905
- 1940. El problema de la educación pública en el Perú. Letras (Lima), 6(15), 92-102. http://revista.letras.unmsm.edu.pe/index.php/le/article/view/1559
- 1939. La brujería en el Perú. Letras (Lima), 5(14), 319-343. https://doi.org/10.30920/letras.5.14.2
- 1938. Felipe Santiago Estenós, Secretario General del Libertador Bolívar. Letras (Lima), 4(11), 393-420. https://doi.org/10.30920/letras.4.11.6
- 1938. Ficha sociológica de la urbe. Letras (Lima), 4(10), 178-192. https://doi.org/10.30920/letras.4.10.1
- 1936. Sexo, aporte para un ensayo de sociología sexual. Editorial "Minerva", 110 pp.
- 1936. La ficha sociológica de la prostitución. Letras (Lima), 2(3), 25-38. https://doi.org/10.30920/letras.2.3.3
- 1922. Alma errante. Editor Imp. "Lux" de E.L. Castro, 129 pp.